# Sebastián Zúñiga
Sebastián Felipe Zúñiga Fuenzalida (San Bernardo, Chile, 21 de junio de 1990) es un futbolista chileno que juega de extremo. Actualmente se encuentra en Cobreloa de la Primera B de Chile.

## Carrera
Debutó en el profesionalismo el día 1 de febrero de 2009, entrando de titular ante el conjunto de Santiago Morning, en duelo válido por el Torneo de Apertura 2009.
Anotó su primer gol por un torneo nacional justamente ante Santiago Morning, pero en el partido por el Clausura de ese mismo año. En el cuadro naranja permaneció hasta 2012, para luego ser transferido a Unión San Felipe.
Después tuvo pasos por varios clubes nacionales, como por ejemplo Cobresal, en donde se coronó campeón del Clausura 2015, y Curicó Unido, club al que llegó a principios de 2017 y participó en la segunda parte del Campeonato de Primera B 2016-17, que ganó el equipo curicano y así ascendió a Primera División.
El 13 de marzo del 2021, Rangers de Talca anuncia la llegada de Zúñiga por toda la temporada venidera.
El 15 de diciembre de 2021, fue anunciado como nuevo refuerzo de Fernández Vial, para disputar la Primera B en 2022, no rindió como se esperaba y tras que el equipo descendiera a segunda división , queda como Agente libre.
Para 2023 llegó a Electrónico Refinerías, club amateur de la ciudad de Calama, en donde estuvo por un breve tiempo.
Para 2024 recalo en Deportes Linares, anunciando su retiro en octubre del mismo año, aunque para 2025, César Bravo, entrenador de Cobreloa, decide hacerle un contrato profesional, así quedando en el Plantel que disputará la primera B

## Clubes
| Club                  | País  | Año       |
| --------------------- | ----- | --------- |
| Cobreloa              | Chile | 2008-2012 |
| Unión San Felipe      | Chile | 2013-2014 |
| Universidad de Chile  | Chile | 2014      |
| Cobresal              | Chile | 2015      |
| San Luis              | Chile | 2015-2016 |
| Unión San Felipe      | Chile | 2016      |
| Curicó Unido          | Chile | 2017-2018 |
| Unión La Calera       | Chile | 2019      |
| Deportes Iquique      | Chile | 2020      |
| Rangers               | Chile | 2021      |
| Arturo Fernández Vial | Chile | 2022      |
| Electricos Refinería  | Chile | 2023      |
| Deportes Linares      | Chile | 2024      |
| Cobreloa              | Chile | 2025-Act. |

## Palmarés

### Campeonatos nacionales
| Título           | Club                 | País  | Año     |
| ---------------- | -------------------- | ----- | ------- |
| Primera División | Universidad de Chile | Chile | 2014-A  |
| Primera División | Cobresal             | Chile | 2015-C  |
| Primera B        | Curicó Unido         | Chile | 2016-17 |